# Newton Faulkner
 (juillet 2010).
Si vous disposez d'ouvrages ou d'articles de référence ou si vous connaissez des sites web de qualité traitant du thème abordé ici, merci de compléter l'article en donnant les références utiles à sa vérifiabilité et en les liant à la section « Notes et références ».
Pour les articles homonymes, voir Faulkner.
Newton Faulkner est né le 11 janvier 1985 à Reigate, dans le comté de Surrey, en Angleterre. Il est auteur-compositeur-interprète de folk rock.

## Biographie
Newton Faulkner est né le 11 janvier 1985 à Reigate, dans le Surrey anglais. Dès l'âge de treize ans, il se passionne pour la guitare dont il apprend la technique avec assiduité, devenant un spécialiste du picking, et joue également du piano et de la batterie.
Après avoir suivi les cours d'une école de théâtre, il étudie la guitare à l'Académie de musique de Guildford dont il sort diplômé. Le jeune homme coiffé de dreadlocks joue de la basse dans un groupe spécialisé dans les reprises de Green Day puis forme Half a Guy avec Matt Buchanan avant de s'orienter vers une carrière solo.
En 2005, on retrouve son titre Take Back dans le jeu Trackmania Sunrise, sous le pseudonyme NBF
Dès 2006, ses performances en première partie de James Morrison, Paolo Nutini, The John Butler Trio et au festival South by Southwest à Austin (Texas) attirent l'attention du public[réf. nécessaire]. Signé par Sony BMG, Newton Faulkner apparaît au festival de Glastonbury en juin 2007, avant la sortie de l'album Hand Built By Robots le mois suivant. Porté par les singles I Need Something, Dream Catch Me (n°7) et sa reprise de Teardrop (Massive Attack), Modèle:Rfemec.
Newton Faulkner multiplie les concerts et festivals durant l'année 2008 (Île de Wight, Lollapalooza, Oxegen, Latitude) et enchaîne sur son deuxième album, retardé à cause d'un accident au poignet survenu lors de vacances en France[réf. nécessaire]. Le titre If This Is It est le premier extrait de Rebuilt by Humans, paru en septembre 2009 en Angleterre et le 1er février 2010 en France.Suivi d'un autre album sorti en 2012  intitulé " Write It On Your Skin "

## Discographie

### Albums studio
- 2007 - Hand Built By Robots
- 2009 - Rebuilt By Humans
- 2012 - Write It On Your Skin
- 2013 - Studio Zoo
- 2015 - Human Love
- 2017 - Hit The Ground Running
- 2021 - Interference (Of Light)

### Compilations & Live
- 2019 - The Very Best Of Newton Faulkner... So Far